# Ministère de l'Économie, de la Planification et de l'Aménagement du territoire
Le ministère de l’Économie, de la Planification et de l’Aménagement du territoire (anglais : Ministry of Economy, Planning and Regional Development) est une institution publique qui est sous tutelle de l’État de la République camerounaise. Il est placé sous l’autorité d’un ministre. Il est responsable De l’élaboration de la politique de développement économique, social et culturel de la nation, en liaison avec les administrations concernées en matière de la réalisation de schéma directeur de l’aménagement du territoire.

## Histoire
Dans le cadre de la nouvelle dynamique socio-politique marquée par le processus de la décentralisation et du développement durable, la loi no 2004/017 du 22 juillet 2004 portant orientation de la décentralisation confère aux communes et aux régions la compétence d'élaborer et d'exécuter leurs politiques et plans de développement dans le respect des grandes orientations de l’État. Dans cette perspective, la planification régionale et locale s’impose de plus en plus comme une modalité efficace pour les décideurs, les gestionnaires des programmes et tous les acteurs de développement en général.
Le retour à la planification consacré par le décret de 2004 créant l’ex-Ministère de la Planification, de la Programmation, du Développement et de l’Aménagement du Territoire (MINPLAPDAT) devenu Ministère de l’Économie, de la Planification et de l’Aménagement du Territoire (MINEPAT) s’effectue dans un contexte d’élargissement des missions dévolues aux acteurs du développement à la base. Cette responsabilisation accrue nécessite un accompagnement par l’État, notamment en matière de planification du développement. Le présent guide s’inscrit dans cette mouvance et vise à aider les collectivités territoriales décentralisées à capitaliser les contributions de tous les acteurs pour un développement concerté.

## Mission
Le Ministère est chargé :
- De la formulation des politiques d’aménagement du territoire et de développement[1] régional et leur traduction en programmes et projets ;
- De l’élaboration et de la mise en œuvre des schémas d’aménagement du territoire ;
- De la réalisation des études économiques, en liaison avec les administrations et organismes concernés et du suivi et de l’analyse permanente des évolutions de l’économie nationale, des économies sous régionales d’Afrique centrale et de l’environnement économique international ;
- De la réalisation des études économiques, en liaison avec les administrations[2] et organismes concernés et du suivi et de l’analyse permanente des évolutions de l’économie nationale, des économies sous régionales d’Afrique centrale et de l’environnement économique international[1].

## Liste des ministres
- 2007-2011 : Louis Paul Motaze[1]
- 2011-2015 : Emmanuel Nganou Djoumessi[3]
- 2015-2018 : Louis-Paul Motaze[1]
- Depuis 2018 : Alamine Ousmane Mey[3]